# Zabrost Wielki

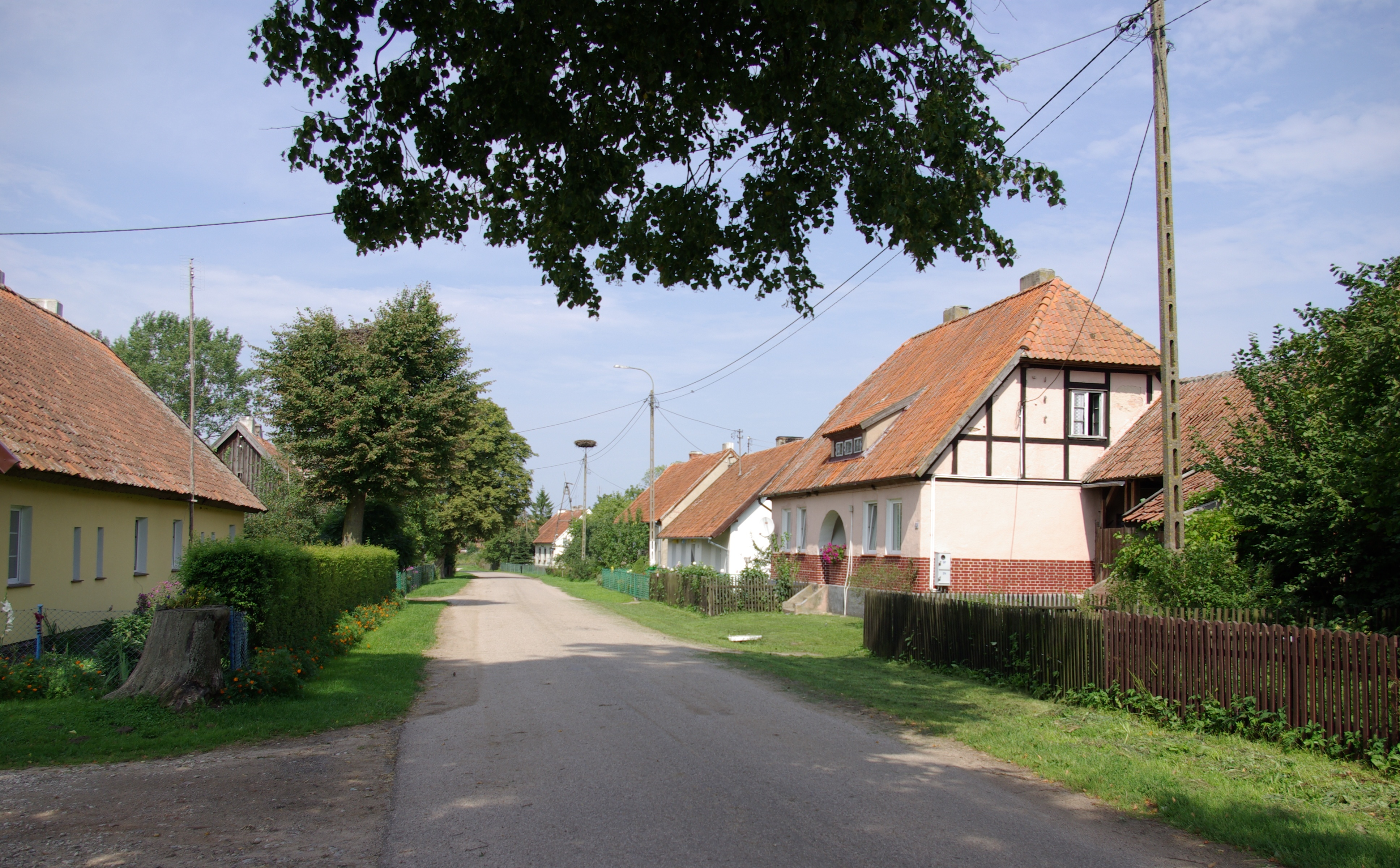
Zabrost Wielki 001

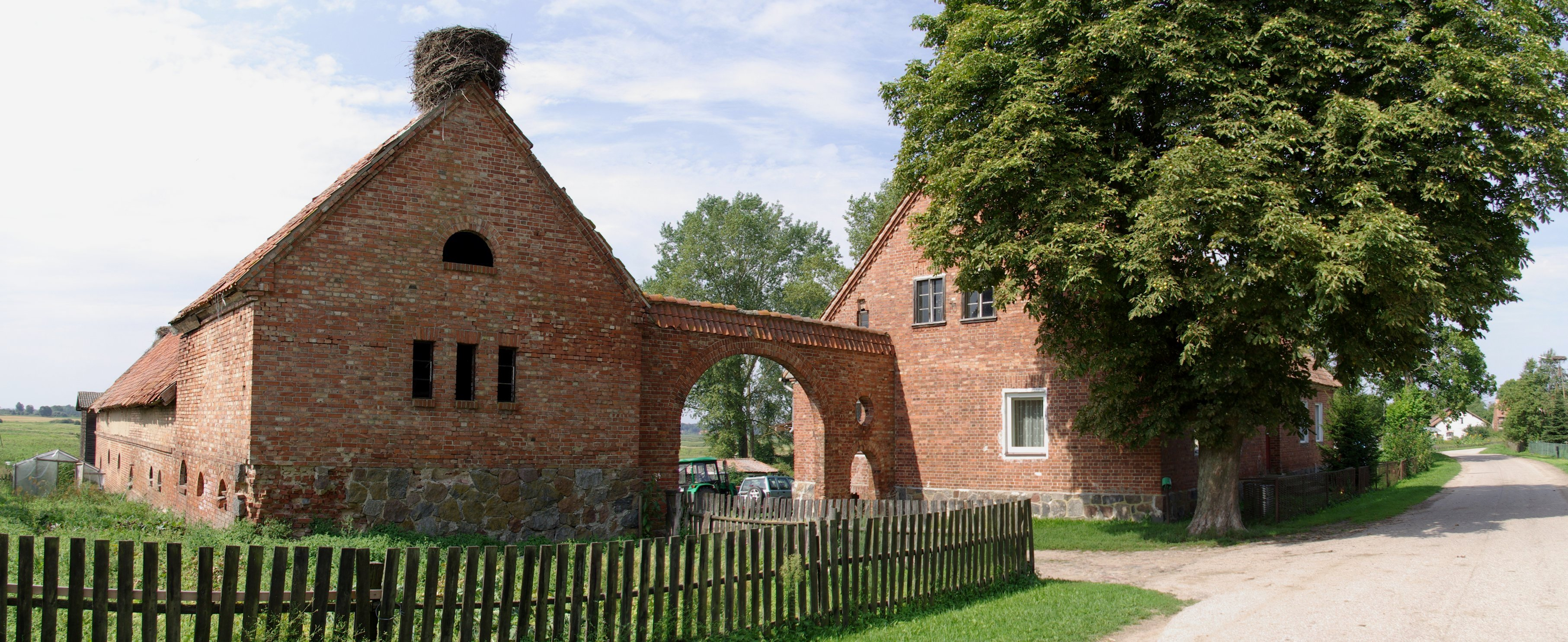
Zabrost Wielki 003

Zabrost Wielki (niem. Gross Sobrost) – wieś w Polsce, w województwie warmińsko-mazurskim, w powiecie węgorzewskim, w gminie Budry.
Częścią wsi Zabrost Wielki są Budy, a osadą wsi Sąkieły Wielkie.
W latach 1975–1998 miejscowość należała administracyjnie do województwa suwalskiego.
Miejscowość położona przy granicy z obwodem królewieckim, 24 km na północny wschód od Węgorzewa. W skład sołectwa Zabrost Wielki wchodzą następujące miejscowości: Zabrost Wielki, Skalisze i Dąbrówka. W miejscowości działa Polsko-Ukraińskie Stowarzyszenie Rozwoju Wsi Zabrost Wielki oraz funkcjonuje "Ekomuzeum Zabrost Wielki".
Przy moście na Węgorapie, między Zabrostem Wielkim a Sąkiełami Wielkimi, w pobliżu cmentarza, znajduje się pagórek (95 m wysokości) o nazwie Zamkowa Góra. Prawdopodobnie znajdowało się tam grodzisko staropruskie.

## Historia
Najprawdopodobniej około przełomu X i XI w. oraz w XII–XIII w. funkcjonowały tutaj ufortyfikowane grodzisko plemienia Nadrowów, którego głównym celem było strzeżenie pobliskiego brodu. Istnienie tu dawniej brodu potwierdza nazwa wsi Zabrost (Sobrost), którą należy najpewniej wywodzić ze złożenia dwóch słów z języka pruskiego: subs – sam i brastan – bród. W końcu XIV w. była to strażnica krzyżacka, zbudowana w puszczy. Zabrost Wielki jako część dóbr von Schliebenów w obrębie starostwa darkiejmskiego, wzmiankowany był w 1523 r. Wieś założona w XVI w. W tym czasie była to wieś szlachecka z dworem. W XVIII w. wybudowano we wsi szkołę.
W 1914 roku w czasie I wojny światowej wieś została zniszczona przez Rosjan, później w latach 1916-1917 odbudowana wg całościowego planu przez berlińskiego architekta Carla Kujatha (do dzisiaj przetrwała w niezmienionym kształcie). We wsi istniała kuźnia, powstała prawdopodobnie na przełomie XIX i XX w. lub w czasie odbudowy wsi po zniszczeniach z okresu I wojny światowej.
W 1935 r. w tutejszej szkole pracowało dwóch nauczycieli a uczyło się 100 uczniów. W 1939 r. we wsi mieszkało 221 osób. Do 1945 r. należała do powiatu darkiejmskiego. W czasie II wojny częściowo zniszczona została kuźnia.
W 1947 roku wieś zasiedlono Ukraińcami w ramach Akcji „Wisła”.
W 2003 Zabrost Wielki zdobył I miejsce w konkursie na najlepiej zachowaną, zabytkową wieś Warmii i Mazur. W roku 2010 we wsi mieszkało 113 osób.

## Zabytki
- Chałupy z podcieniami, wzniesione w konstrukcji ryglowej według charakterystycznego układu: dom mieszkalny ustawiony bokiem do drogi, stodoła szczytem, a pomiędzy budynkami ozdobne bramy[7].
- Kuźnia z przełomu XIX i XX wieku, rozebrana w 1994 roku, zrekonstruowana w 1996 r. w Muzeum Kultury Ludowej w Węgorzewie.
- Cmentarz wojskowy z czasów I wojny światowej z cennym starodrzewiem i rzadko występującymi krzyżami żeliwnymi.
- Granitowy głaz z wyrytą datą 1914, znajdujący się za ostatnimi zabudowaniami miejscowości, upamiętniający przypuszczalnie bitwę stoczoną tu we wrześniu tego roku.
- Zamkowa Góra, na której wznosił się do XIII wieku pruski gród obronny[6]